# Chamba (distrikt)
Chamba (hindi: चंबा) er et distrikt i den indiske delstat Himachal Pradesh. Distriktets hovedstad er Chamba. 

## Demografi
Ved folketællingen i 2011 var der 518,844 indbyggere i distriktet, mod 460,887 i 2001. Den urbane befolkningen udgør 6,98 % af befolkningen.
Børn i alderen 0 til 6 år udgjorde 13,38 % i 2011 mod 15,10 % i 2001. Antallet af piger i den alder per tusinde drenge er 950 i 2011 mod 955 i 2001.